# Літературна премія Нестора Літописця
Літературна премія Нестора Літописця — українська літературна премія, творча відзнака за найкращу книгу, що була написана та видана протягом року, та авторам найкращої публікації в журналі та газеті, що своєю роботою сприяють підвищенню інтересу пересічного громадянина країни до читання. Вручається щороку 9 листопада на спеціальній урочистій церемонії.

## Історія
В рамках IX Міжнародного книжкового ярмарку «Медвін: Книжковий світ-2006» вперше відбулося вручення літературної премії Нестора Літописця. Заснована вона холдингом та журналом «Київська Русь».Щороку 9 листопада трьом талановитим людям будуть вручати дипломи і грошові винагороди. Призовий фонд складає 40 тисяч гривень. Ці кошти будуть розділені між трьома головними переможцями. За словами Дмитра Стуса, головного редактора журналу «Київська Русь», критерії відбору дуже прості. Кожен з членів редакції або суспільної ради пропонував письменника на конкурс, кращих обирали голосуванням. До суспільної ради, що вибирала переможців, входило близько 25 осіб.

## Лауреати
- 2006 рік Портяк Василь,Олійник Борис[1], Семеняка Віктор[2], Кіяновська Маріанна за найкращу літературну публікацію у журналі «Київська Русь».[3]
- 2007 рік Ірен Роздобудько[4]
- 2009 рік Гурепко Микола[5]
- 2016 рік Юлія Стахівська, Малкович Тарас , Павло Коробчук[6]
- 2019 рік Ія Ківа, Ярослав Корнєв,Ігор Остапенко[6]